# Cerro Elena Capurata
El Cerro Elena Capurata o Cerro Capurata es un estratovolcán ubicado en la cordillera de los Andes, en la frontera entre Bolivia y Chile. Forma parte del conjunto montañoso denominado Nevado Quimsachata. Su altitud oficial de 5990 metros sobre el nivel del mar, aunque mediciones realizadas por expediciones recientes registran altitudes ligeramente superiores, entre los 6013 y 6014 metros. El volcán presenta cobertura glaciar en su cima. Está situado al sur del cerro Casparata y al este del volcán activo Guallatiri.

## Geografía y geomorfología
Se encuentra en la frontera entre la provincia de Sajama en Bolivia (municipio de Turco) y la provincia de Parinacota en Chile (comuna de Putre). En comparación con Acotango y Humurata, las rocas del Capurata están relativamente bien conservadas. Sin embargo, hay algunas alteraciones hidrotermales, en parte asociadas con actividad fumarólica. El volumen total del edificio volcánico es de 19 kilómetros cúbicos y ha sido erosionado por glaciares. El volcán está formado por domos de lava, coladas de lava y flujos piroclásticos. También se encuentran depósitos de azufre formados por solfataras en el Capurata. El lado occidental de la montaña está cubierto de nieve y hielo. Dos depresiones craterianas en la cima presentan una apariencia que sugiere una edad holocénica.

## Ruinas Incas y primer ascenso

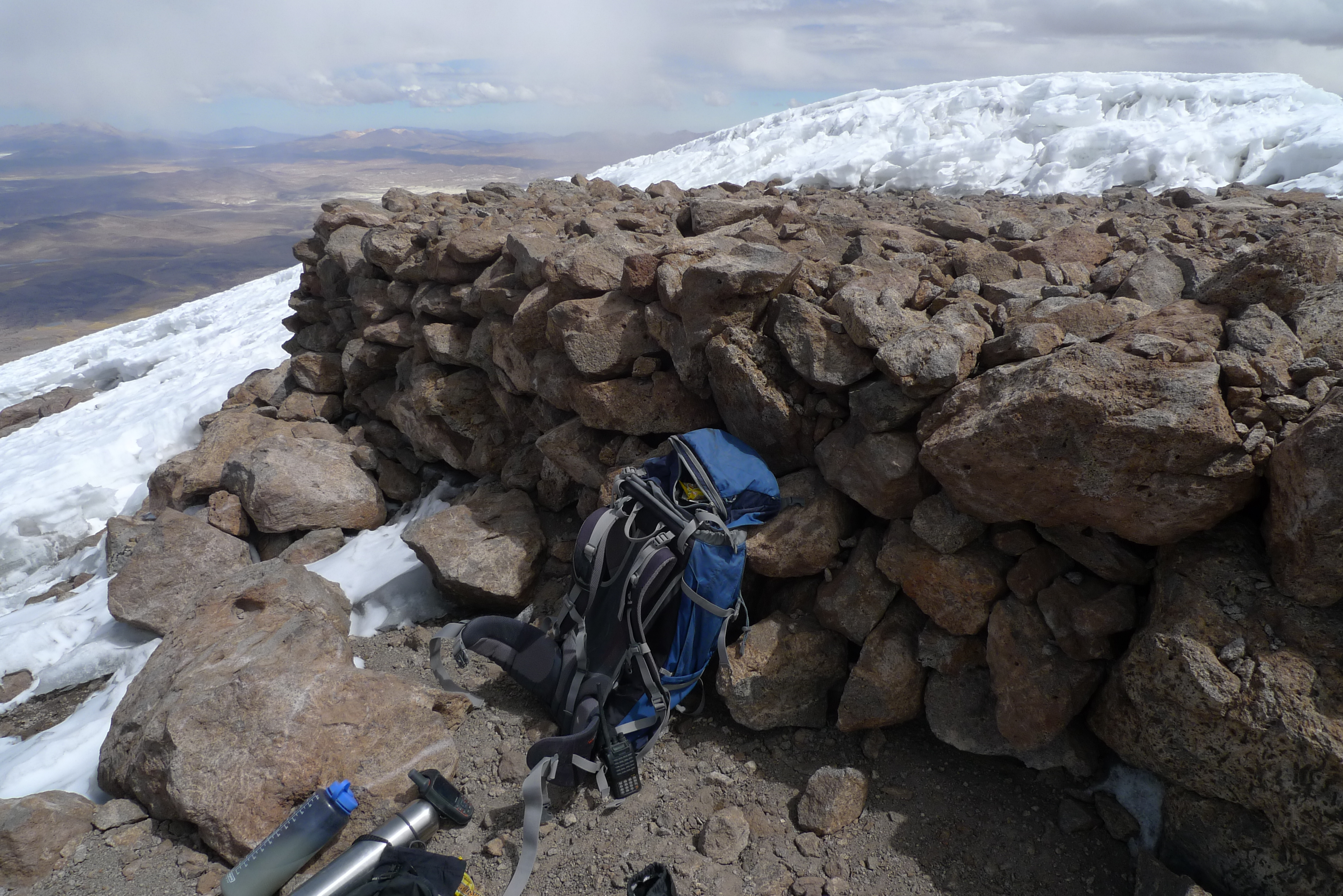
Ruinas incas en la cima del Capurata

Una ruina de 10 por 5 metros (33 ft × 16 ft) hacia el sector norte de la cumbre. La estructura probablemente fue construida por los incas y fue fotografiada por Pedro Hauck durante su último ascenso en 2014.
El primer ascenso registrado fue realizado por Pedro Rosende e Ignacio Morlans (Chile) el 10 de julio de 1967.

## Mitología y leyendas
El cerro Elena Capurata es objeto de veneración por parte de las comunidades aymaras del altiplano chileno. Antiguamente, la comunidad de Guallatire realizaba rituales cada 1 de enero al pie del volcán Guallatiri. Según su cosmovisión, el Volcán Guallatiri —denominado Qapurata en lengua aymara— era concebido como parte de una familia de cerros: el esposo, Pedro Qapurata (al oeste); la esposa, María Qapurata (al este); y su hija, Elena Qapurata (al centro). La iglesia del pueblo de Guallatire fue construida orientada hacia estos volcanes, lo que refleja su relevancia simbólica en la religiosidad local.